# Harly
Harly é uma comuna francesa na região administrativa de Altos da França, no departamento de Aisne. Estende-se por uma área de 3,76 km². Em 2010 a comuna tinha 1 625 habitantes (densidade: 432,2 hab./km²).